# 4626 Plisetskaya
4626 Plisetskaya este un asteroid din centura principală, descoperit pe 23 decembrie 1984 de Liudmila Karacikina.